# Sophie Gay

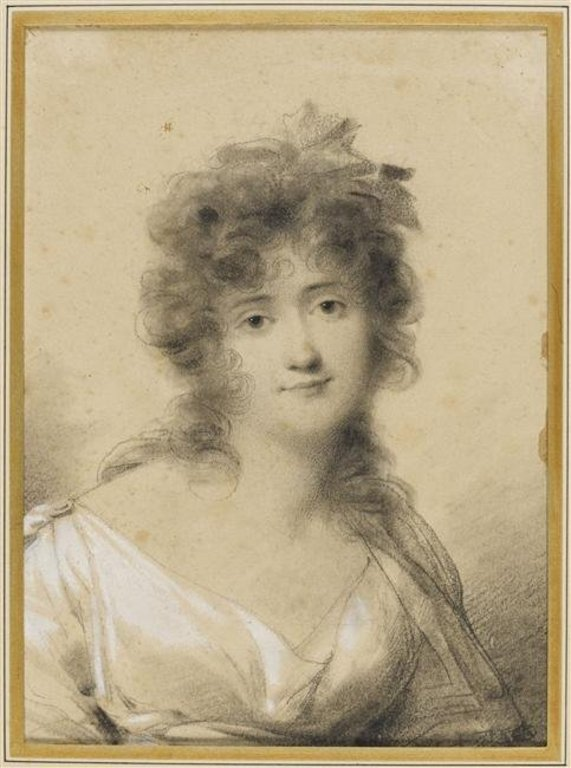
Sophie Gay

Sophie Gay (* 1. Juli 1776 als Marie Françoise Sophie Nichault de Lavalette in Paris; † 5. März 1852 ebenda; mit Jean Vatout Gemeinschaftspseudonym Baron Pergami) war eine französische Schriftstellerin.

## Leben
Sophie Gay war in erster Ehe mit Gaspard Liottier verheiratet, in zweiter Ehe mit Jean Sigismond Gay. Jeder Ehe entstammten drei Kinder. Sie lebte zehn Jahre in Aachen und Paris. In beiden Städten machte sie ihren Salon zum Mittelpunkt geselligen und geistigen Lebens. Später lebte sie in Paris. Delphine Gay, ihre älteste Tochter aus zweiter Ehe, wurde eine bekannte Dichterin.

## Werke
Ihre drei ersten Romane Laure d'Estell (1802), Léonie de Montbreuse (1803) und Anatole (1815) zeichnen sich durch geistreiche, feine Beobachtung, tiefes und zartes Gefühl und einen eleganten, lebhaften Stil aus. Ihre späteren Romane Les malheurs d'un amant heureux (1818) (in der Manier des Gil Blas), Le moqueur amoureux (1830), Un mariage sous l'Empire und andere, sind schwächer. Sie verfasste auch mehrere Theaterstücke (Le marquis de Pomenars), die einen gewissen Erfolg hatten. Außerdem schrieb sie eine große Anzahl von Gedichten, Romanzen und Abhandlungen.